# Liste der Kulturgüter in Wenslingen
Die Liste der Kulturgüter in Wenslingen enthält alle Objekte in der Gemeinde Wenslingen im Kanton Basel-Landschaft, die gemäss der Haager Konvention zum Schutz von Kulturgut bei bewaffneten Konflikten, dem Bundesgesetz vom 20. Juni 2014 über den Schutz der Kulturgüter bei bewaffneten Konflikten sowie der Verordnung vom 29. Oktober 2014 über den Schutz der Kulturgüter bei bewaffneten Konflikten unter Schutz stehen.
Objekte der Kategorie A sind im Gemeindegebiet nicht ausgewiesen, Objekte der Kategorie B sind vollständig in der Liste enthalten, Objekte der Kategorie C fehlen zurzeit (Stand: 1. Januar 2023).

## Kulturgüter
| Foto |                                                                        | Objekt                                      | Kat. | Typ | Standort                         | Beschreibung |
| ---- | ---------------------------------------------------------------------- | ------------------------------------------- | ---- | --- | -------------------------------- | ------------ |
| ja   | Datei hochladen · Wikidata zu Ruine Ödenburg (Q2175512)                | Ruine Ödenburg KGS-Nr.: 01540               | B    | F   | 634370 / 254669                  |              |
| BW   | Datei hochladen · Wikidata zu Liegenschaft Schwibbogenhaus (Q29682084) | Liegenschaft Schwibbogenhaus KGS-Nr.: 12228 | B    | G   | Vordere Gasse 36 635593 / 254440 |              |
| ja   | Datei hochladen · Wikidata zu Dorfplatzbrunnen (Q29682067)             | Dorfplatzbrunnen KGS-Nr.: 12230             | B    | K   | Dorfplatz 635588 / 254416        |              |
| BW   | Datei hochladen · Wikidata zu Bauernhaus (Q118185991)                  | Bauernhaus KGS-Nr.: 16387                   | B    | G   | Dorfstrasse 39 635555 / 254448   |              |